# Wildpark Dülmen
Koordinaten: 51° 49′ 48,8″ N, 7° 15′ 16,6″ O

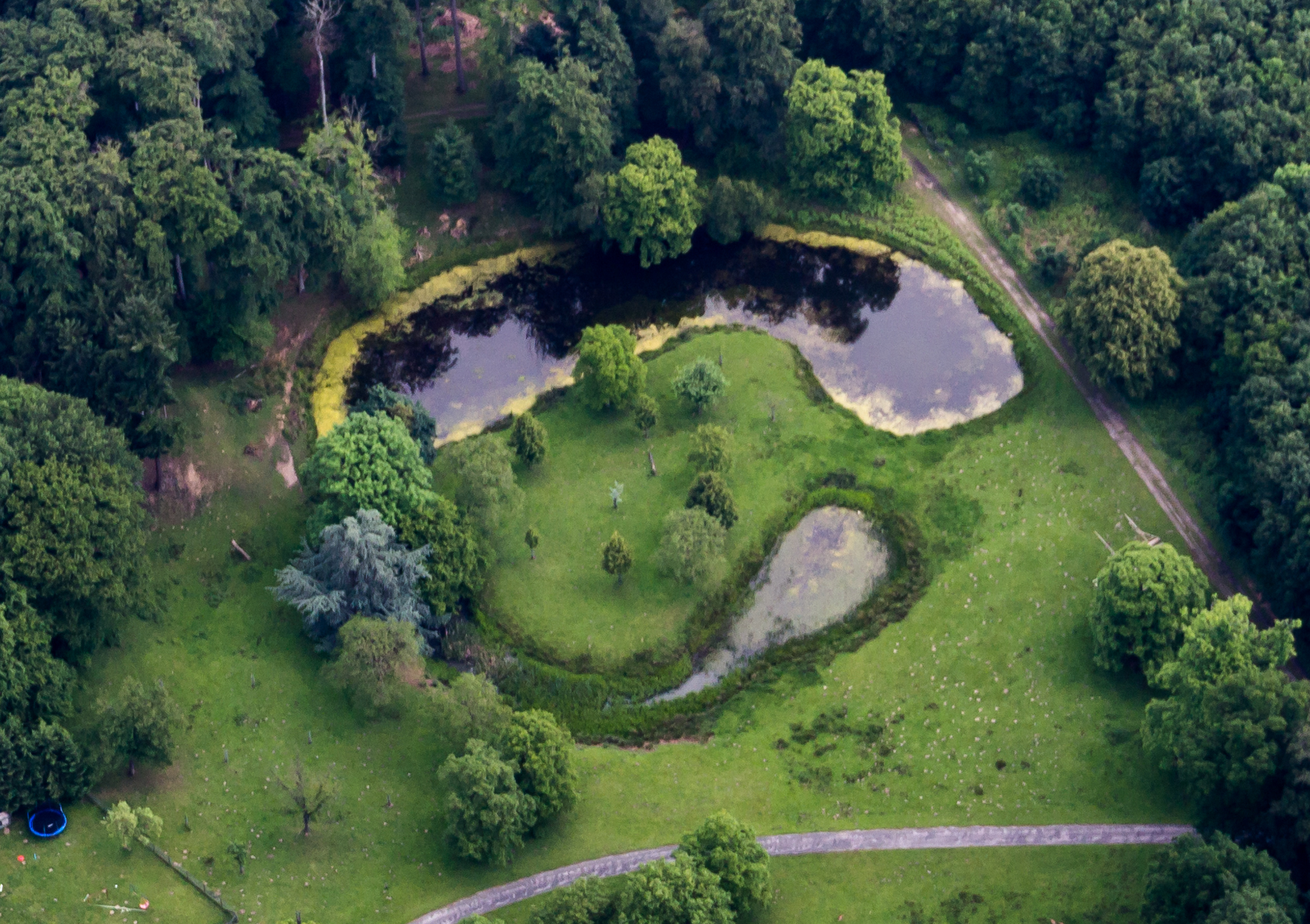
Ehemaliges Gut Hinderkinck

Der Wildpark Dülmen wurde in den 1860er-Jahren eröffnet und erstreckt sich auf 250 Hektar stadtnah im Westen der Stadt Dülmen. Er besteht aus einer gärtnerisch gestalteten Anlage aus Wiesen, Wäldern und Seen. In dem weitläufigen Areal haben Damwild, Rotwild und Schafe (Heidschnucken) eine Heimat. Die Teiche sind Anziehungspunkt für eine Reihe von Vogelarten.
Drei Zugänge führen in den denkmalgeschützten Park, dessen zentraler Weg in das Radwegenetz der Stadt Dülmen eingebunden ist. Ein weiteres Tor wird bedarfsweise geöffnet, beispielsweise zu Schützenfesten. Die Wege sind teilweise mit einem Rollstuhl befahrbar.
Der Park ist ganzjährig kostenfrei dem Publikum zugänglich.

## Geschichte
1860 erfolgte der Erwerb des Landes, das ursprünglich zum 1341 gegründeten Gut Hinderkinck gehörte, vom Erben Cristof Schulte Hinderkinck. Gedacht war das Gelände allerdings vorerst als Landsitz für den Herzog von Croÿ. 1864 wurde durch den Besitzer Alfred von Croÿ der englische Landschaftsarchitekt Edward Milner mit der Gestaltung beauftragt, der das 120 Hektar große Gelände mit Teich, Holzbrücke, Wiesen und Baumgruppen plante. Besonders prägend entstand zu dieser Zeit auch der Herzteich mit der Holzbrücke. Die Ausführung erfolgte durch den Gärtner Charles Barnard, der ebenso Einfluss auf die Gestaltung nahm. Der Park wurde so geplant, dass er durch den gleichzeitig entstandenen Vorpark direkt mit dem 1834 gebauten Schloss verbunden ist. Der Schlossgarten selbst wurde 1861 ebenso in einen Landschaftsgarten umgewandelt.
In den folgenden Jahren wurde der Park viermal im Abstand von etwa 10 Jahren erweitert. Wildtiere bevölkern den Park seit den 1920er-Jahren. Mit dem Bau der Autobahn 43 wurde die Fläche auf die heutigen 250 Hektar verkleinert, der ursprünglich geplante Teil blieb erhalten. Der durch Bebauung immer weiter verkleinerte Schlosspark hat seinen Ursprung in dem Schlossgarten.
Am 8. und 9. März 2021 fanden im Wildpark Filmaufnahmen zum Film Spencer statt.

## Lage
Der Wildpark liegt im Wesentlichen auf dem Gebiet des Ortsteils Mitte der Stadt Dülmen. Ein kleinerer Teil in Richtung der Bundesautobahn 43 gehört zum Ortsteil Kirchspiel, genauer der Bauerschaft Börnste.

### Zufahrt
- An der Ziegenweide (Parkplatz), Hinderkingsweg (Zufahrt), 48249 Dülmen
- Börnste (2 Zugänge), Kirchspiel, 48249 Dülmen

## Bildergalerie

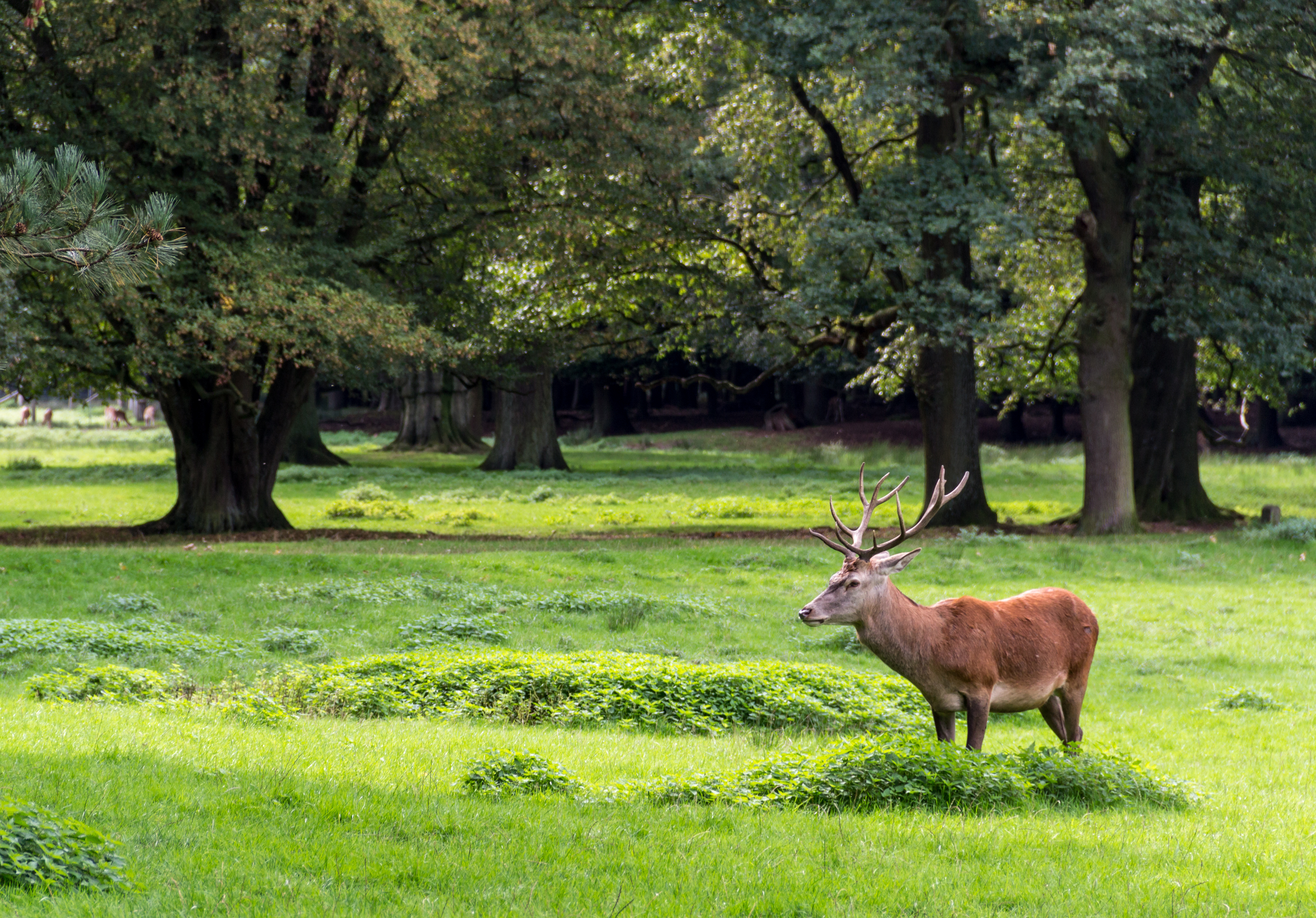
Rotwild
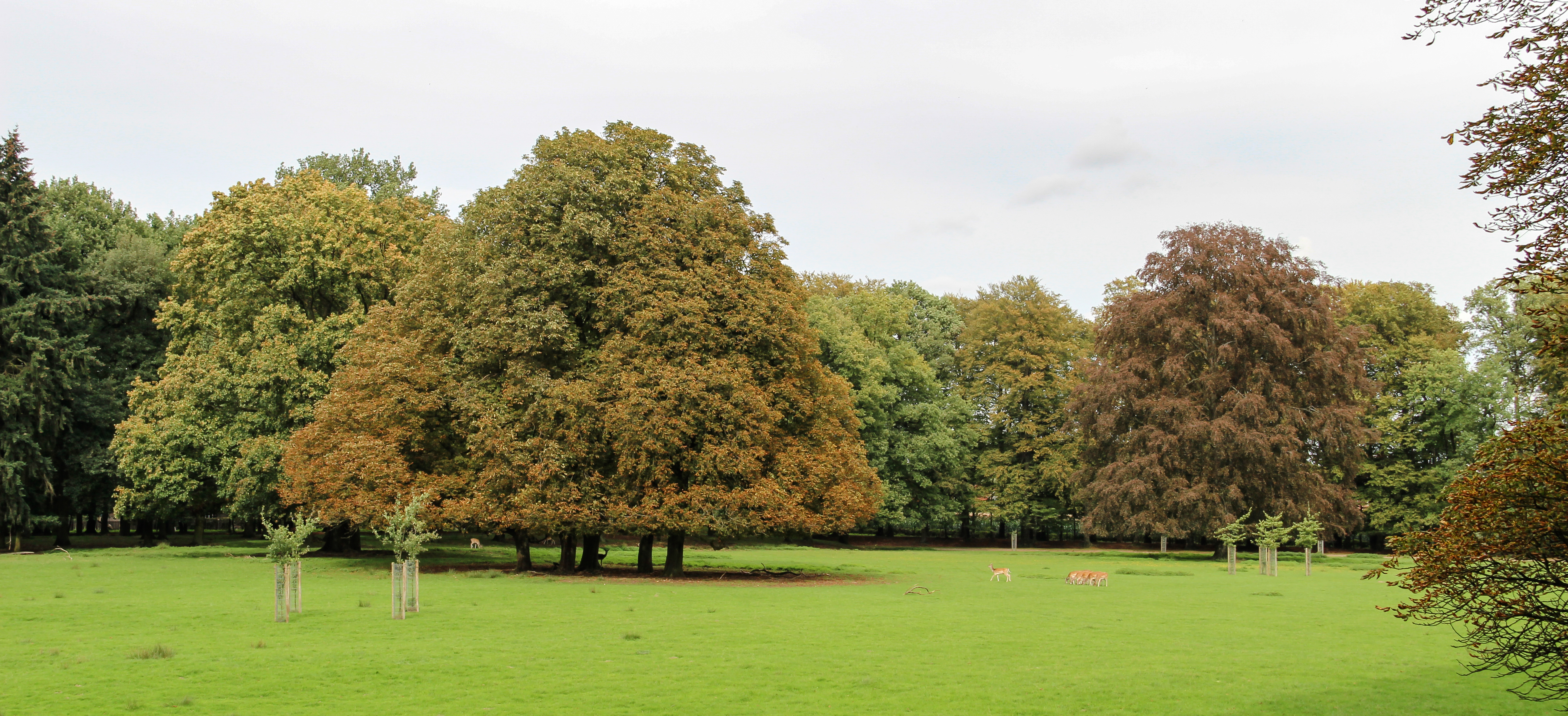
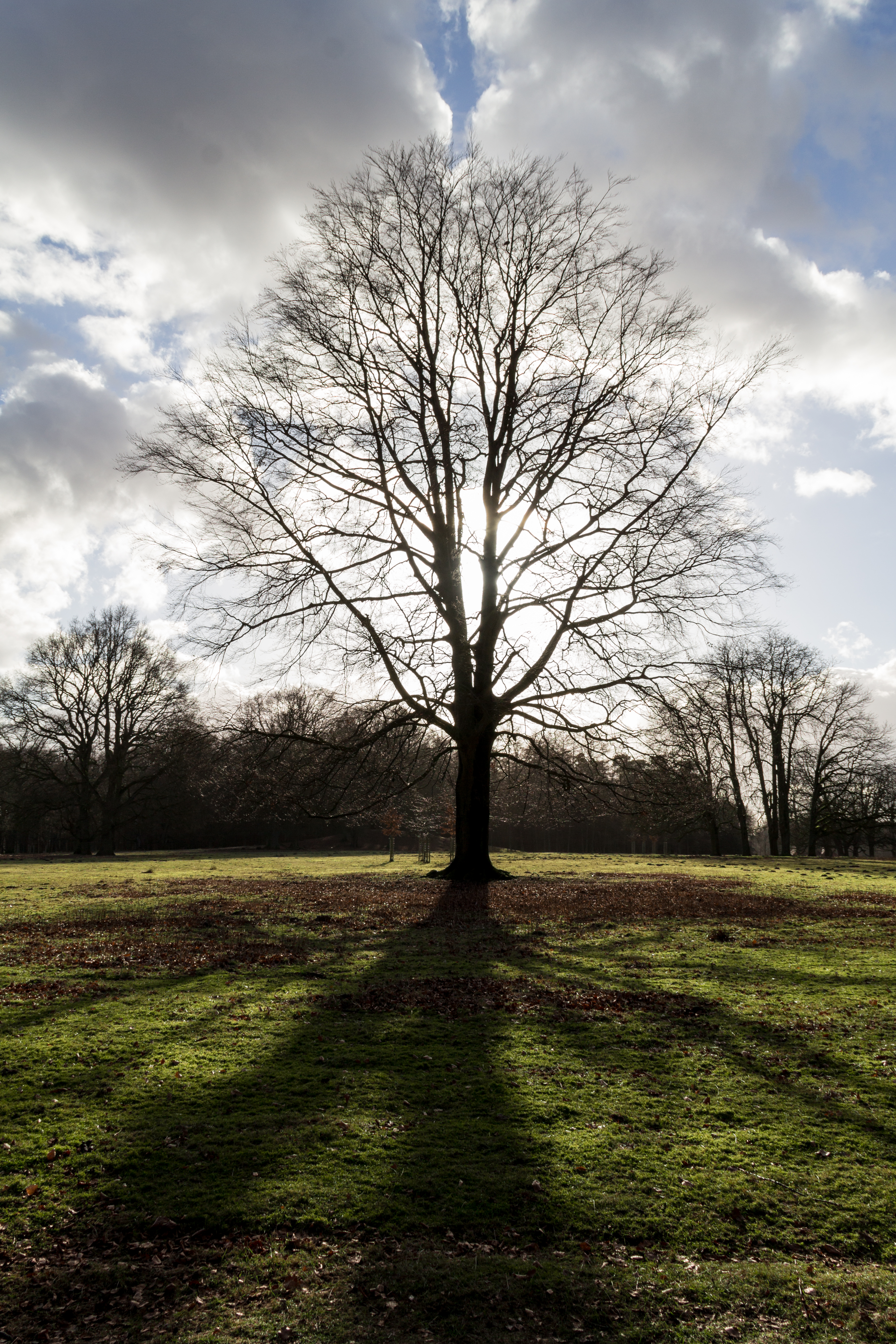
Solitärbaum
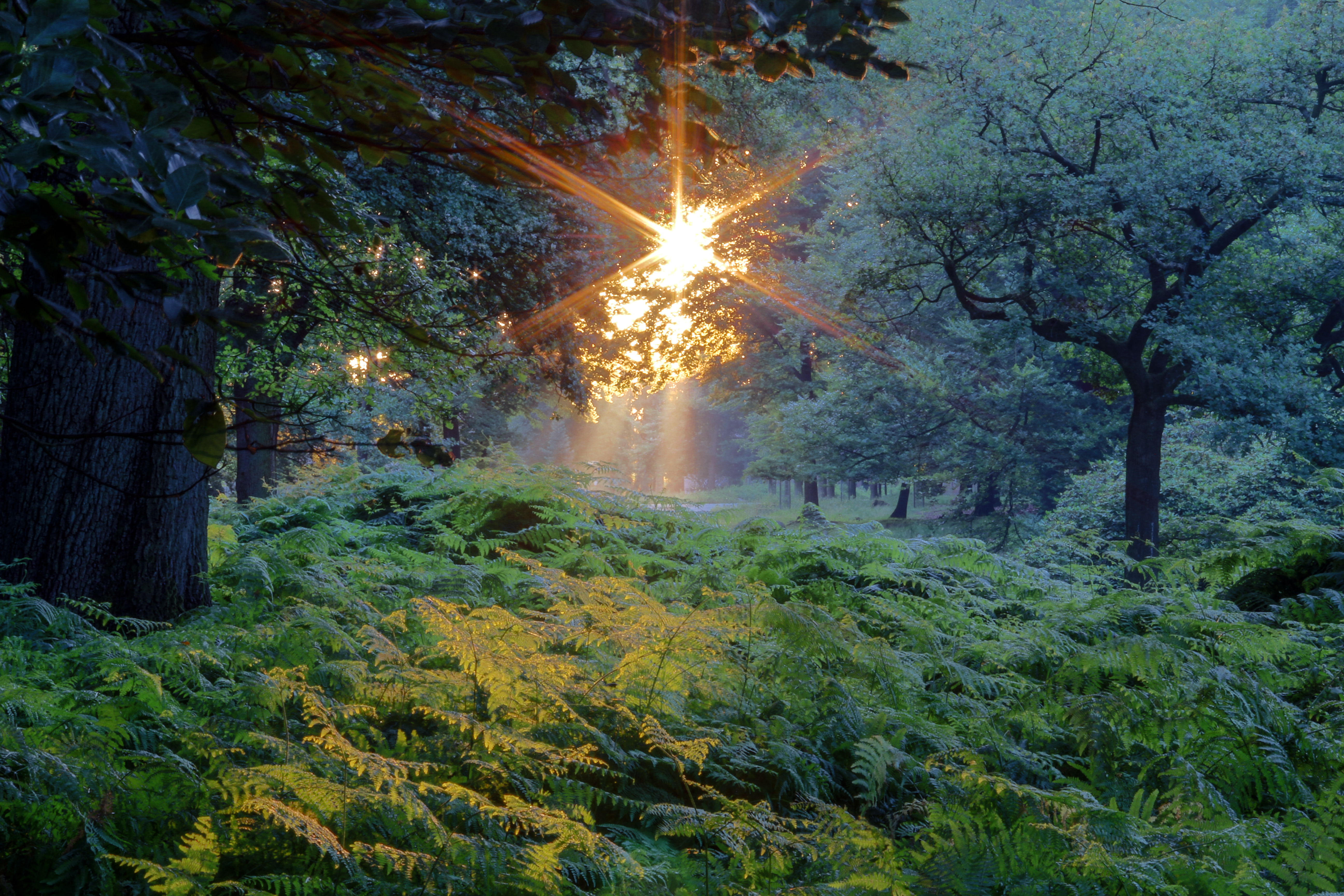
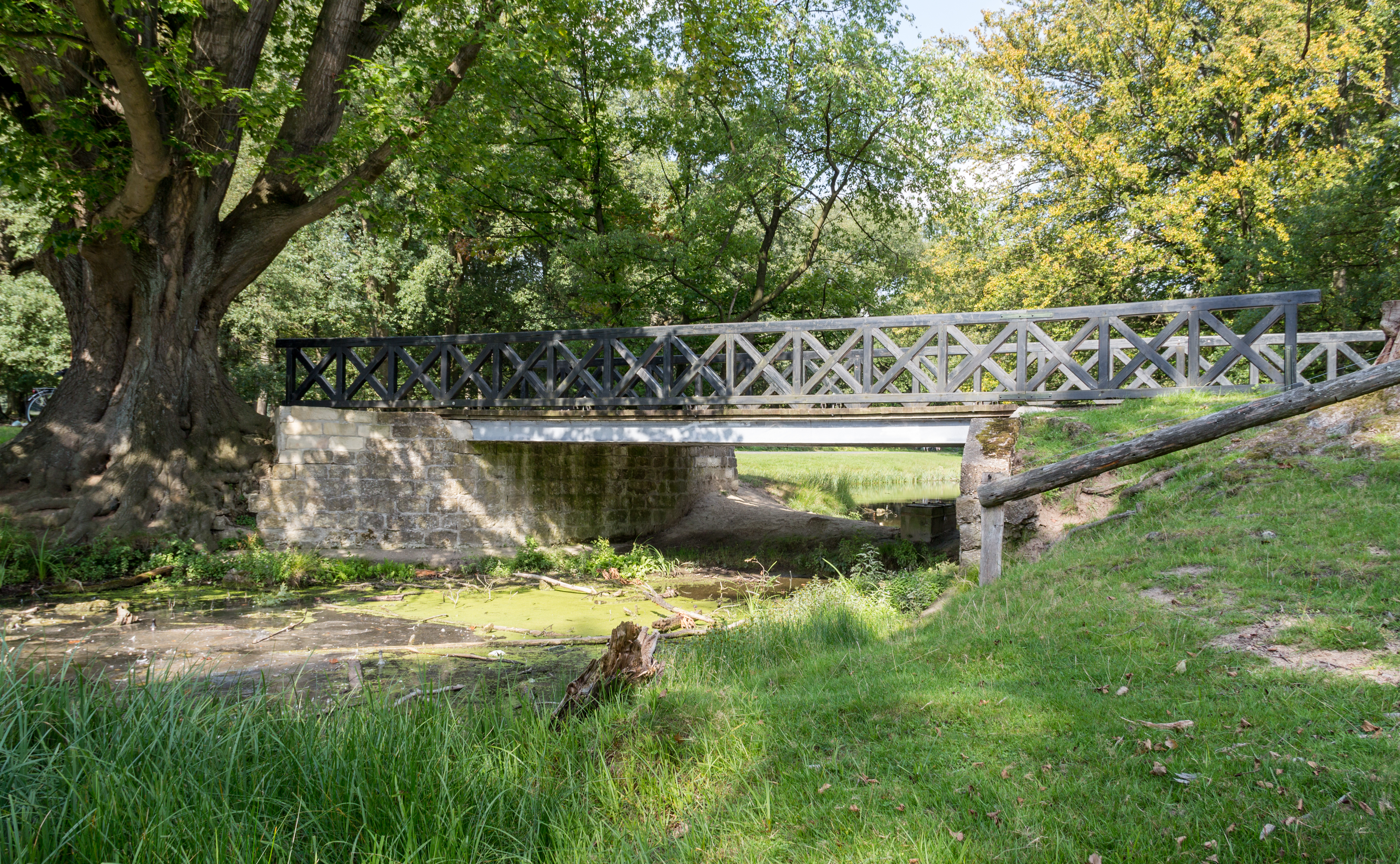
Brücke am Herzteich
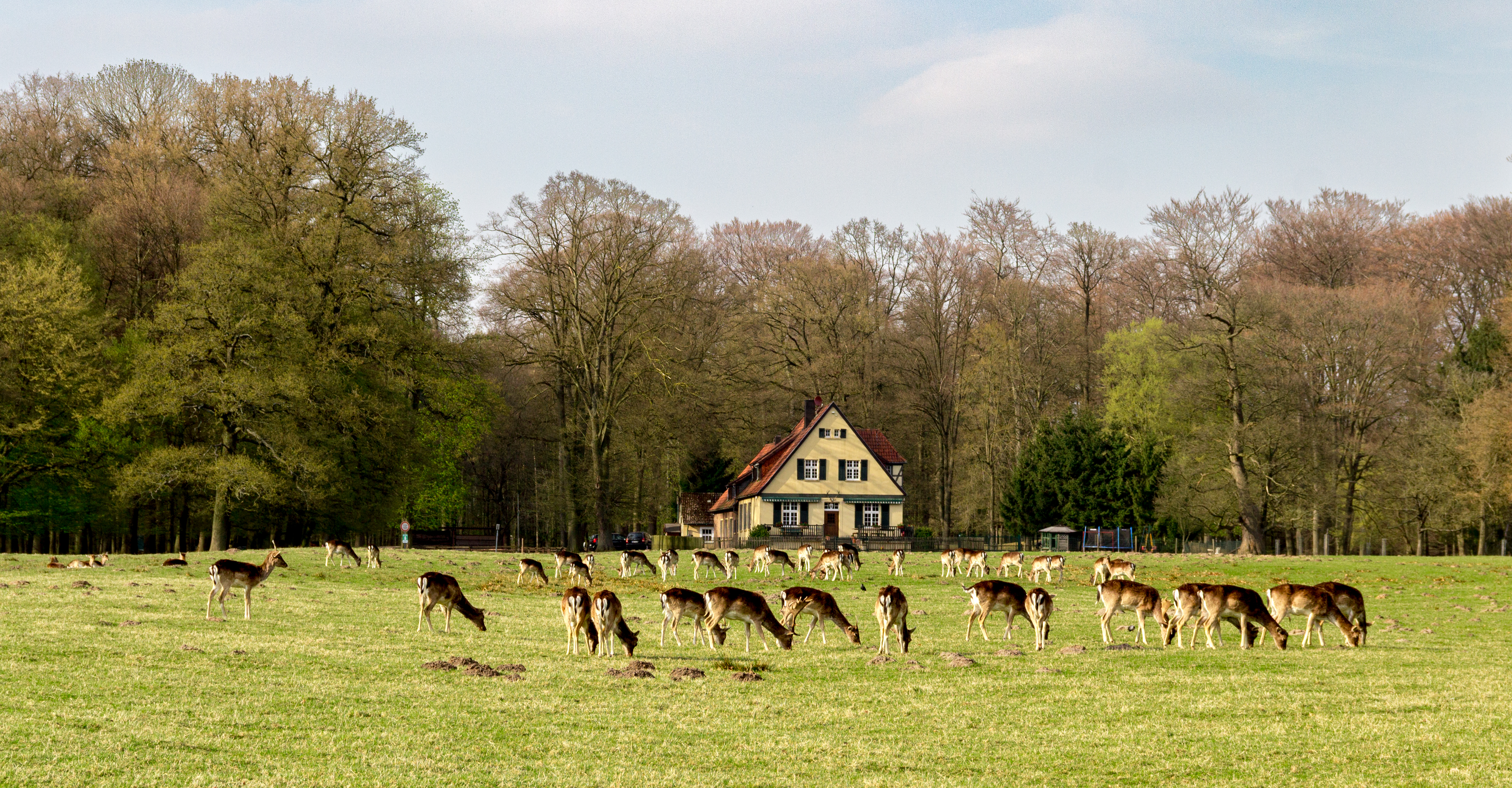
Forsthaus
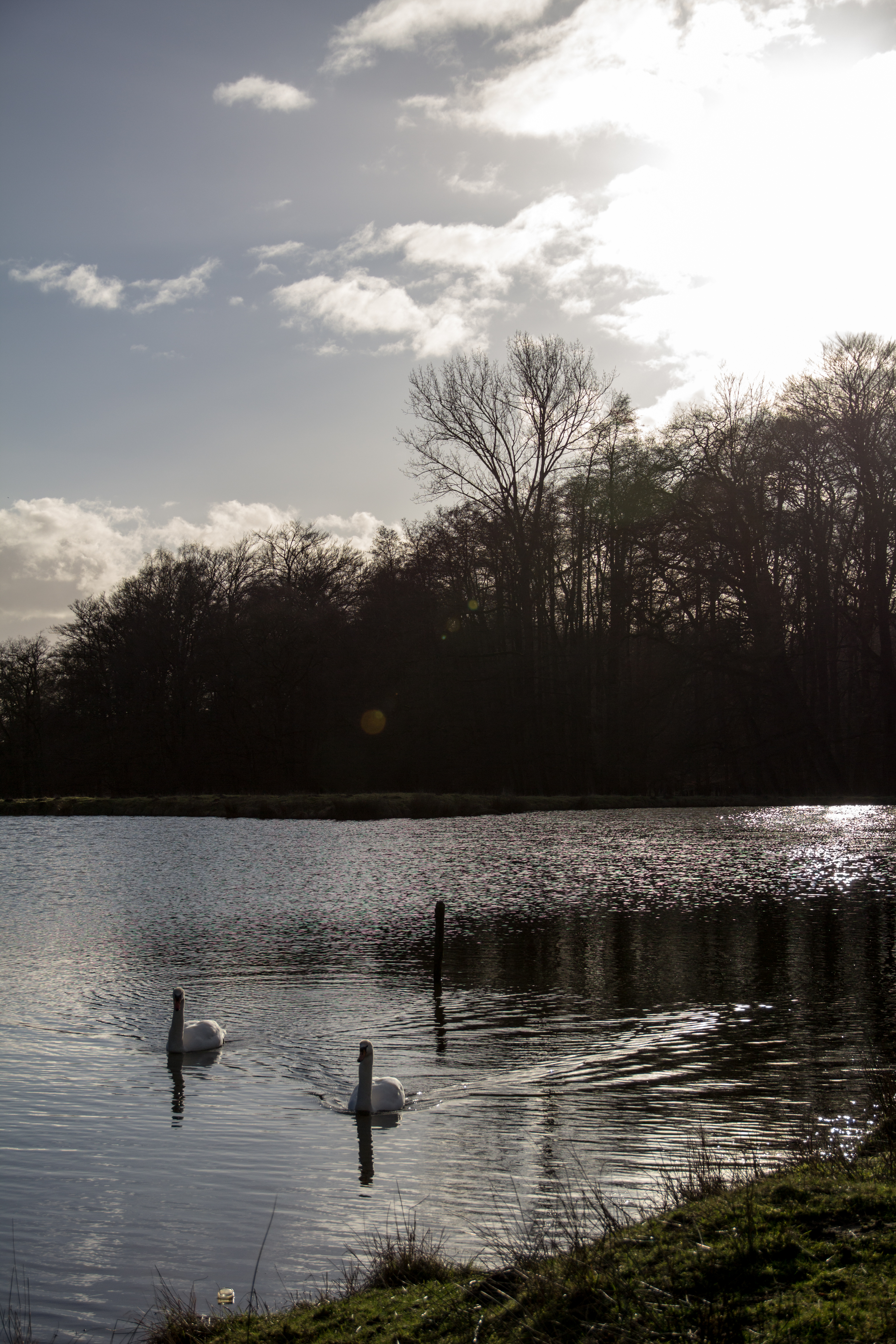
Herzteich
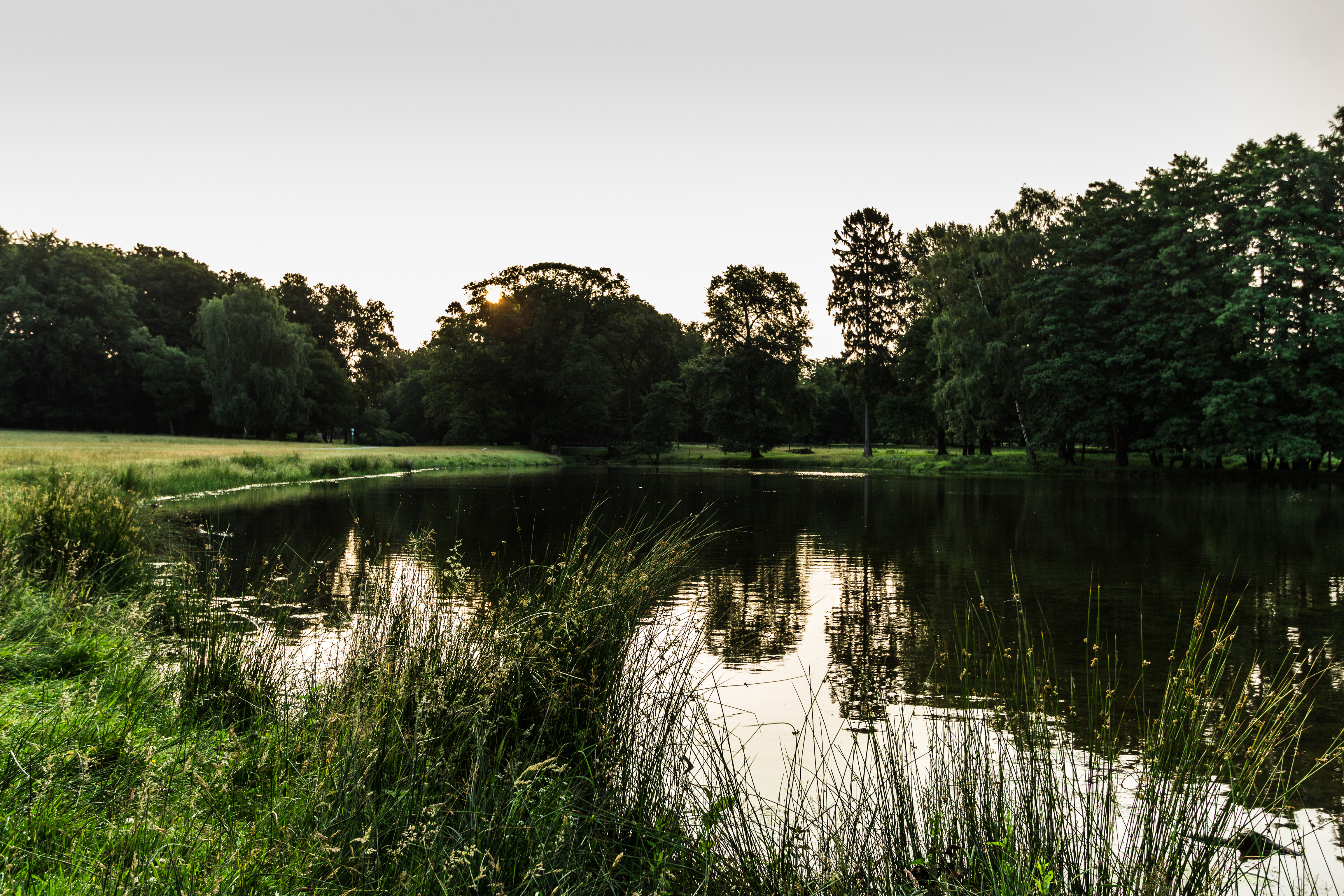
Herzteich
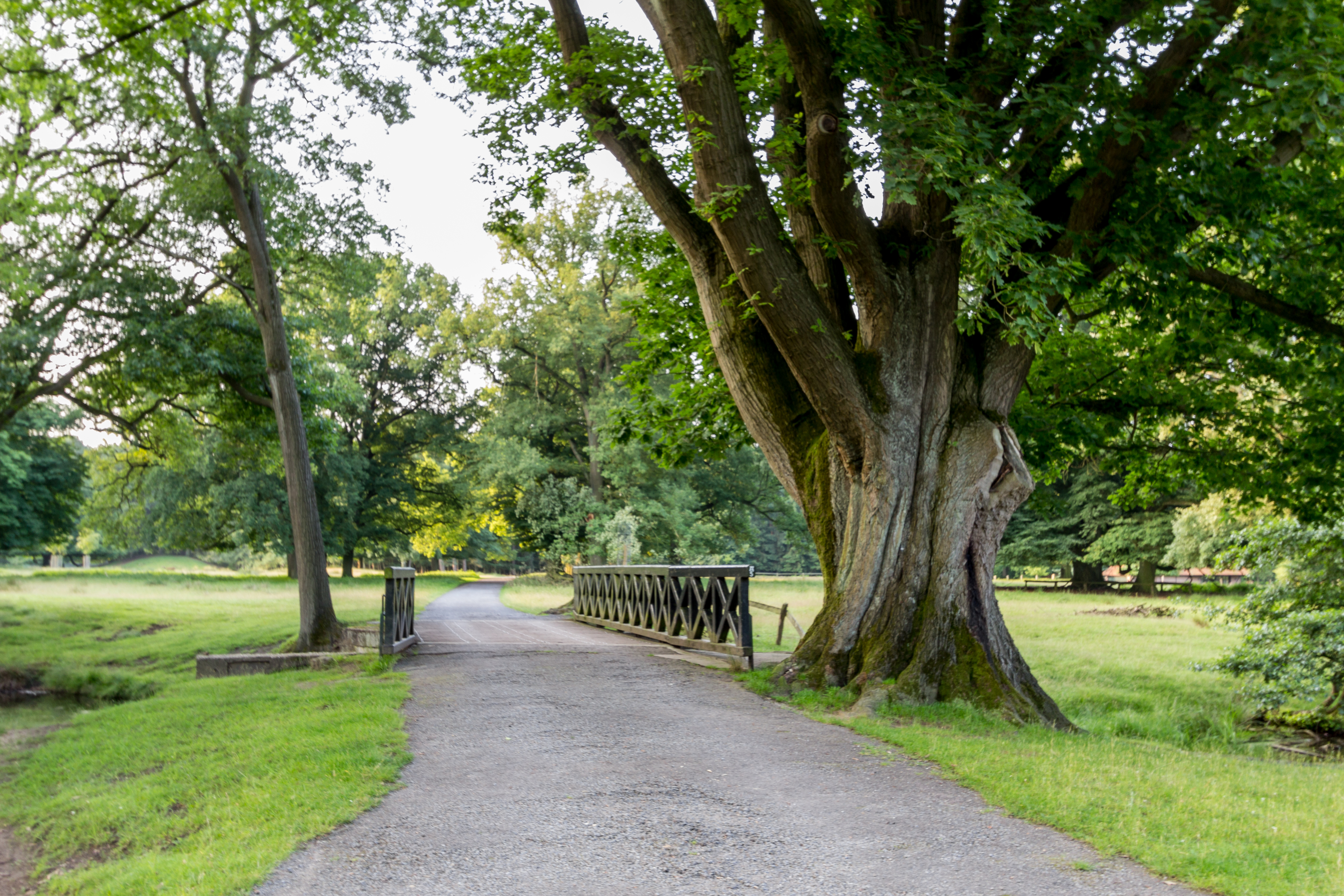
Brücke am Herzteich